# جيوفري ستريكلاند
جيوفري ستريكلاند (بالإنجليزية: Geoffrey Strickland) هو لاعب كرة قدم نيوزيلندي، ولد في 17 يونيو 1986 في جزر كوك في نيوزيلندا. شارك مع منتخب جزر كوك لكرة القدم. أما مع النوادي، فقد لعب مع توبابا مارايرينغا.

## وصلات خارجية
- جيوفري ستريكلاند على موقع قاعدة بيانات كرة القدم.إي يو (الإنجليزية)
- جيوفري ستريكلاند على موقع ناشيونال فوتبول تيمز (الإنجليزية)